# Jean-Baptiste-René-François Rochas
Jean-Baptiste-René-François Rochas, francoski general, * 1880, † 1966.